# Juan Cazares
Juan Ramón Cazares Sevillano (* 3. April 1992 in Quinindé) ist ein ecuadorianischer Fußballspieler. Er wird im offensiven Mittelfeld eingesetzt und ist Nationalspieler.

## Karriere

### Verein
Juan Cazares startete seine Laufbahn 2009 beim Independiente del Valle. 2010 wechselte der Spieler nach Argentinien zu CA River Plate. Seit 2016 spielte er für Atlético Mineiro. Sein erstes Spiel in der Série A bestritt Cazares am 14. Mai 2016 gegen den FC Santos. In dem Spiel wurde er von Beginn an eingesetzt. Cazares erzielte er in der Partie in der 15. Minute den einzigen Treffer der Partie.
Im September 2020 wurde Cazares von Atlético freigegeben. Er wechselte zum Ligakonkurrenten SC Corinthians nach São Paulo. Der Vertrag erhielt eine Laufzeit bis Ende Juni 2021. Im April 2021 gab Corinthians bekannt, dass Cazares in der Kaderplanung des Klubs keine Rolle mehr spielt und dieser sich einen neuen Klub suchen dürfe. Corinthians wollte seine Gehaltskosten einsparen. Der Klub soll zu dem Zeitpunkt Schulden in Höhe von einer Milliarde Real haben. Im April 2021 schloss sich Cazares offiziell dem Fluminense FC aus Rio de Janeiro an.
Nachdem Cazares im Januar 2022 ein Angebot aus der Ukraine von Metalist Charkiw erhalten hatte, kündigte er seinen Kontrakt mit Fluminense und nahm das Angebot an. Nach dem russischen Überfall auf die Ukraine am 24. Februar 2022 wurde der dortige Spielbetrieb ausgesetzt. Mit einer Ausnahmeregelung der FIFA konnten in der Ukraine registrierte Spieler sich andere Klubs suchen. Cazares fand in Argentinien beim CA Independiente Unterkunft. Er wurde von Metalist zunächst bis Jahresmitte 2023 ausgeliehen, mit der Option der Verlängerung um weiteres halbes Jahr. Zu dieser ist es nicht gekommen. Stattdessen wechselte er im Sommer 2023, nach einmonatiger Vereinslosigkeit, zurück América Mineiro. Am Ende der Série A 2023 belegte América den 20. Platz und musste in die Série B 2024 absteigen. Cazares verließ den Klub und wechselte zum FC Santos, welcher als 17. ebenfalls aus der Série A abgestiegen war. Kurz nach Beginn der Série B wechselte Cazares zum Ligakonkurrenten Paysandu SC.

### Nationalmannschaft
Mit der U-20 Nationalmannschaft von Ecuador nahm der Spieler an der U-20-Fußball-Weltmeisterschaft 2011 teil. Mit dem A-Kader nahm er an der Copa América 2015 und Copa América Centenario 2016 teil.

## Erfolge
Banfield
- Primera B Nacional: 2013/14

Atlético Mineiro
- Campeonato Mineiro: 2017, 2020